# Сидонская синагога
Сидонская синагога (араб. كنيس صيدا‎) — является одной из старейших синагог в мире. Она расположена в старом городе Сидона (Сайда, Ливан) в бывшем еврейском районе, известном как «Харат аль Яхуд» (араб. حارة اليهود‎).

## История
Построена в 833 году, как считается, на фундаменте старой синагоги, которая восходит к разрушению Второго Храма в 70 году нашей эры. Иисус, как считается, проповедовал в ней или возле неё, как свидетельствуют Евангелия от Матфея (15:21) и Марка (7:24):.
И, выйдя оттуда, Иисус удалился в страны Тирские и Сидонские.
 (от Матфея (15:21))
И, отправившись оттуда, пришел в пределы Тирские и Сидонские; и, войдя в дом, не хотел, чтобы кто узнал; но не мог утаиться.
 (от Марка (7:24))
Она считается одной из главных синагог в Ливане, наряду с синагогой Маген Авраам в Бейруте, построенной в 1925 году.
Многие евреи жили в Сидоне издавна, особенно в бывшем еврейском районе. Их имущество по-прежнему зарегистрировано на них или передано еврейской общине в Ливане.
Небольшое количество евреев покинули город, опасаясь преследований, после основания Израиля в 1948 году. Значительное число евреев начали покидать Сидон после начала Гражданской войны в 1975 году.
После израильского вторжения в 1982 году в Сидон, некоторые бывшие еврейские жители, бежавшие из города, вернулись. В сопровождении израильских офицеров, они исследовали еврейские кладбища, синагоги, и место, где по преданию похоронен Завулон, глава одного из 12 библейских колен древнего Израиля.
Во время израильской оккупации города в 1982—1985 годах, евреи начали ремонт еврейского кладбища и могилы Завулона, которые пострадали во время бомбардировки израильских самолетов в начале вторжения.
Но еврейские места были заброшены ещё раз после того, как израильская армия ушла из Сидона в 1985 году.
В апреле 2012 года впервые после десятилетий неиспользуемости, двое раввинов из международного движения Нетурей Карта (антиизраильская иудейская секта, часто используемая в целях пропаганды арабскими и иранскими антисемитскими кругами), р. Исроэл Довид Вайс и р. Альтер Вакшаль, участвовавших в марше в честь Дня Земли, организовали молитву в синагоге.